# 八剌沙衮
八剌沙袞（بلاساغون，Balāsāghūn）位於今吉爾吉斯托克馬克東南12公里处的布拉納城，在楚河附近，位于比什凱克與伊塞克湖之間，是粟特人的城市。

## 历史
這裡十一世紀前也是東伊朗人（粟特人）佔多數的地方，离此最近的大城市是碎葉城，之後黑汗王朝定都於此，稱喀拉斡耳朵（漢語意为“偉大的汗帳”）。
1134年，东喀喇汗国君主阿赫马德·阿尔斯兰汗去世，继任者伊卜拉欣二世即位，他不能控制汗国内的局势，便邀请耶律大石入都城八剌沙袞。
耶律大石入城后将此地定为西辽新京，改名为虎思斡鲁朵（意为“強有力的宮帳”，一作“虎思斡耳朵”），并改元康国。虎思斡鲁朵在1218年被蒙古帝国哲別攻下。
来自這裡的著名人物有《福樂智慧》的作者玉素甫·哈斯·哈吉甫。不过不只有穆斯林，此处到1300年還有景教教區。這裡也是回紇傳說中卜古汗的裴羅將軍城，并且也是欽察人的冬季牧地。